# Karl Oskar Medin

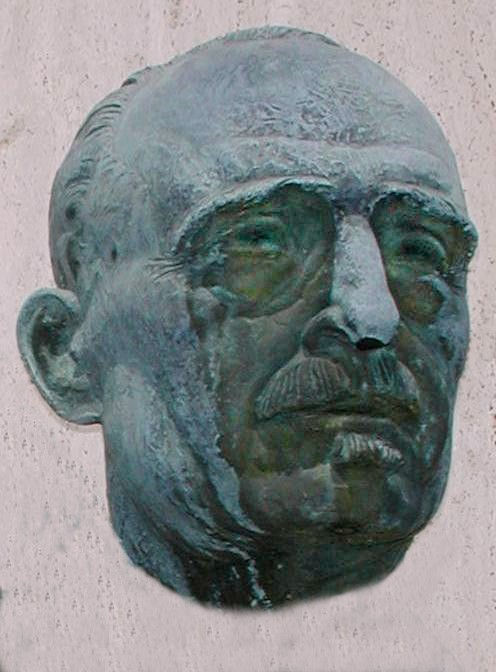
Tượng bán thân bằng đồng của Medin trong Polio Hall of Fame ở Warm Springs, bang Georgia, Hoa Kỳ.

Karl Oskar Medin (14.8.1847 – 24.12.1927) là một bác sĩ khoa nhi người Thụy Điển. Ông nổi tiếng về công trình nghiên cứu bệnh viêm tủy xám (cũng thường gọi là bệnh Heine-Medin, theo tên ông và tên bác sĩ Jakob Heine). Ông cũng tham gia nghiên cứu bệnh viêm màng não và bệnh lao.

## Cuộc đời và Sự nghiệp
Medin sinh tại Dylta bruk, Örebro, vùng Närke, Thụy Điển ngày 14.8.1847. Năm 1867 Medin vào học ở Đại học Uppsala, đậu cử nhân y khoa năm 1872, đậu bằng thạc sĩ y khoa năm 1876 ở Học viện Karolinska và tiến sĩ y khoa ở Đại học Uppsala năm 1880 với luận án Meningitis cerebrospinalis epidemica infantum.
Năm 1883 ông được bổ nhiệm làm docent ở Học viện Karolinska, sau đó trở thành giáo sư khoa nhi ở đây từ 1884-1912. Từ năm 1884-1912, ông cũng kiêm nhiệm chức bác sĩ trưởng khoa ở Allmänna Barnhuset (bệnh viện nhi) ở Stockholm. Năm 1914 ông trở thành giáo sư danh dự sau khi nghỉ hưu.
Ông từ trần ngày 24.12.1927 tại Stockholm.
Để nhìn nhận các thành tựu nghiên cứu về bệnh viêm tủy xám của ông sau khi qua đời, ông đã được đưa vào Polio Hall of Fame ở Warm Springs, bang Georgia, Hoa Kỳ tháng 1 năm 1958.

## Các tác phẩm
- Meningitis tuberculosa hos späda barn (i Nordiskt medicinskt arkiv, 1883) (tiếng Thụy Điển)
- Om den infantila paralysien med särskild hänsyn till dess akuta stadium (ibid., 1896) (tiếng Thụy Điển)
- Föreskrifter för späda barns uppfödande med komjölks- eller gräddblandningar (1901, fjärde upplagan 1908) (tiếng Thụy Điển)
- Sur le lieu dans l’organisme où la tuberculose prend naissance, quand les enjants sont attaqués par cette maladie pendant leur première année de vie (i Bulletins de la ligue nationale suédoise contre la tuberculose, 1906) (tiếng Pháp)
- Sur la fausse crainte de la transmission du virus tuberculeux aux enfants par le lait de vache (ibid., 1907) (tiếng Pháp)